# Cá cửu sừng
Cá nhiều vây, cá cửu sừng hay cá khủng long, thuộc họ Polypteridae duy nhất của bộ Polypteriformes, chứa các loài cá vây tia Actinopterygii trông rất cổ. Chúng rất phổ biến trong giới nuôi cá cảnh. Tại Việt Nam, chúng cũng được biết tới là Cá cửu long sừng, cá rồng cửu sừng

## Phân bố
Tất cả các loài đã biết đều sống trong môi trường nước ngọt thuộc châu Phi.

## Đặc điểm
Tên của loài cá này được đặt theo số vây như những chiếc sừng trên lưng con cá. Dù có tên là cá rồng cửu sừng, nhưng loài này có thể mang tới 12 chiếc vây trên mình. Một số loài cửu sừng hoàng đế có thân ngắn, số vây có thể giảm xuống chỉ còn 7 chiếc.
Chúng có phổi để hít thở không khí và có vây chắc khỏe để kéo cơ thể di chuyển trên mặt đất. Loài cá này sở hữu nhiều đặc điểm tương tự như trong các hóa thạch động vật bốn chân cổ đại. Chúng có các vây dày tương tự như xương và các chuỗi vây lưng nhỏ thay vì có một vây duy nhất. Cấu trúc quai hàm của chúng trông tương tự như quai hàm của động vật bốn chân hơn là so với của các loài cá thuộc cận lớp Teleostei.
Trong nghiên cứu, nhóm chuyên gia thuộc trường Đại học Ottawa, Canada, đưa một vài cá thể Bichir lên sống trên cạn trong 8 tháng để tìm hiểu sự khác biệt với những cá thể Bichir nuôi trong nước. Nhóm nghiên cứu phát hiện ra rằng, những con cá sống trên cạn có đầu ngẩng cao hơn, vây ép sát vào cơ thể hơn, bò nhanh hơn. Chúng trải qua một số thay đổi về xương và cơ bắp và điều này giúp chúng di chuyển hiệu quả hơn trên đất liền. Kết quả nghiên cứu cũng cho thấy, với khả năng tự đi bộ và hít thở không khí, loài cá Bichir ở châu Phi có thể thích nghi với cuộc sống trên đất liền nhiều hơn chúng ta tưởng tượng.

## Thức ăn
Là loài cá dữ ăn thịt, cá rồng cửu sừng có thể ăn được các loại thức ăn từ tôm, cá, ếch nhái, côn trùng, giáp xác hay nhuyễn thể. Dù có nguồn thức ăn đa dạng trong tự nhiên, nhưng giống như nhiều loài cá quý hiếm khác, cá rồng cửu sừng từng đứng trước nguy cơ tuyệt chủng, do môi trường sống bị xâm phạm. Sau này, cá rồng cửu sừng được bảo vệ thông qua dự án phát triển nuôi nhốt, và từ đó trở thành giống cá cảnh được ưa thích trên thế giới.

## Các loài
Hiện nay người ta biết 18 loài và phân loài còn tồn tại thuộc hai chi
- Chi Erpetoichthys
  - Erpetoichthys calabaricus Smith, 1865 (đồng nghĩa: Calamoichthys calabaricus): Cá nhiều vây bụi sậy.
- Chi Polypterus
  - Polypterus ansorgii Boulenger, 1910: Cá nhiều vây Guinea.
  - Polypterus bichir
    - Polypterus bichir bichir Lacépède, 1803: Cá nhiều vây sông Nin.
    - Polypterus bichir katangae Poll, 1941.
    - Polypterus bichir lapradei Steindachner, 1869: Cá nhiều vây.

  - Polypterus delhezi Boulenger, 1899: Cá nhiều vây vạch sọc.
  - Polypterus endlicheri
    - Polypterus endlicheri congicus Boulenger, 1898.
    - Polypterus endlicheri endlicheri Heckel, 1847: Cá nhiều vây yên ngựa.

  - Polypterus mokelembembe Schliewen & Schafer, 2006.[3].
  - Polypterus ornatipinnis Boulenger, 1902: Cá nhiều vây lòe loẹt.
  - Polypterus palmas
    - Polypterus palmas buettikoferi Steindachner, 1891.
    - Polypterus palmas palmas Ayres, 1850: Cá nhiều vây ngắn.
    - Polypterus palmas polli Gosse, 1988.

  - Polypterus retropinnis Vaillant, 1899: Cá nhiều vây Tây Phi.
  - Polypterus senegalus
    - Polypterus senegalus meridionalis Poll, 1941.
    - Polypterus senegalus senegalus Cuvier, 1829: Cá nhiều vây xám.

  - Polypterus teugelsi Britz, 2004.
  - Polypterus weeksii Boulenger, 1898: Cá nhiều vây đốm.

Các loài đã tuyệt chủng bao gồm:
- Polypterus dageti
- Polypterus faraou Otero và ctv., 2006 — cuối thế Miocen.[4]
- Polypterus sudanensis

Các chi đã tuyệt chủng sau đây có thể thuộc về bộ Polypteriformes.
- Dagetella
- Latinopollia
- Serenoichthys
- Bartschichthys
- Sudania
- Saharaichthys
- Sainthilaria
- Inbecetemia
- Nagaia